# Urbanus proteus
Urbanus proteus là một loài bướm trong họ Hesperiidae. Sải cánh của chúng có thể đạt từ 4.5 đến 6 centimeter.

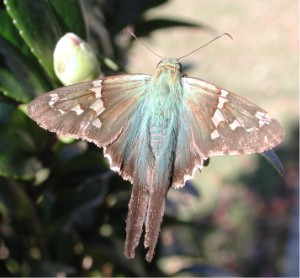

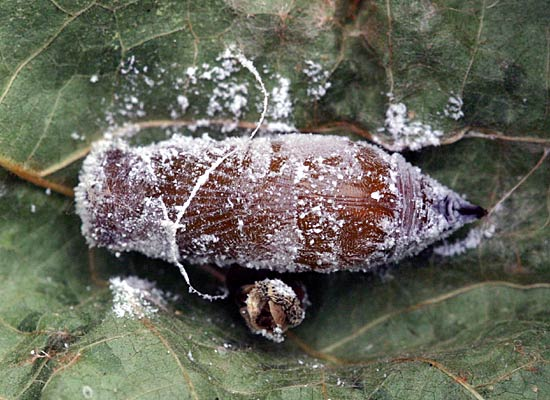
Pupa

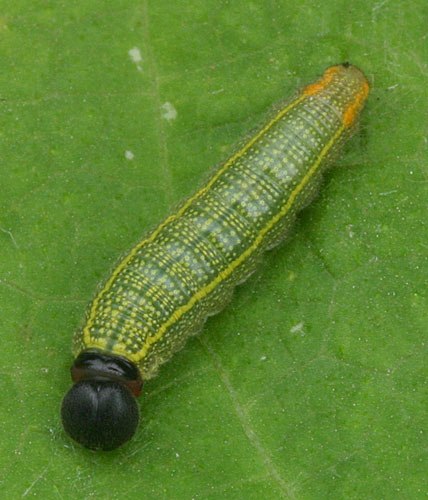
Caterpillar